# 1980 إكس إكس (كويكب)
(10687) 1980 XX هو كويكب، يقع ضمن حزام الكويكبات . اكتشف في عام 1980.

## روابط خارجية
- 1980 إكس إكس (كويكب) في قاعدة بيانات مختبر الدفع النفاث لأجرام النظام الشمسي الصغيرة

- الاكتشاف · مخطط المدار ·  العناصر المدارية · المعلمات المادية

- 1980 إكس إكس (كويكب) على موقع ويكي سكاي: DSS2, SDSS, GALEX, IRAS, Hydrogen α, X-Ray, Astrophoto, Sky Map, Articles and images